# Simulium flavinotatum
Simulium flavinotatum är en tvåvingeart som beskrevs av Alex Fain och Félix Dujardin 1983. Simulium flavinotatum ingår i släktet Simulium och familjen knott.
Artens utbredningsområde är Rwanda. Inga underarter finns listade i Catalogue of Life.